# Gonadotropin-oslobađajući hormon
Gonadotropin-oslobađajući hormon (GnRH), takođe poznat kao LHRH (engl. Luteinizing-hormone-releasing hormone) i luliberin ili gonadoliberin, je trofični peptidni hormon koji je odgovoran za oslobađanje folikul-stimulišućeg hormona (FSH) i luteinizujućeg hormona (LH) iz prednjeg režnja hipofize. GnRH se sintetiše i oslobađa iz neurona hipotalamusa. Ovaj peptid pripada familiji gonadotropin oslobađajućih hormona.

## Formiranje
Gen, GNRH1, za GnRH prekurzor je lociran na hromozomu 8. Kod sisara, linearni dekapeptidni krajnji proizvod se sintetiše iz 92-aminokiselinskog prohormona u preoptičkom prednjem hipotalamusu

## Struktura
strukturu su objasnili Nobelovci Rodžer Guilemin i Andru V. Schali 1977. godine: piroGlu-His-Trp-Ser-Tyr-Gly-Leu-Arg-Pro-Gly-NH2

##GnRH je neurohormon
se smatra neurohormonom, hormonom koji proizvode specifične neuronske ćelije i otpuštaju ga na njihovim neuronskim završecima. Ključna oblast za GNRH produkciju je preoptička oblast hipotalamusa, koja sadrži većinu GnRH-izlučujućih neurona. GnRH neuroni nastaju u nosu i migriraju u mozak, gde se rasprostiru po medijalnom septumu i hipotalamusu. Oni su povezani vrlo dugim (>1-milimetra dugačkim) dendritima. Oni su grupisani tako da primaju zajednički sinaptički input, što im omogućava da sinhronizuju GnRH oslobađanje.

## Literatura
1. ↑  Campbell RE, Gaidamaka G, Han SK, Herbison AE (2009). „Dendro-dendritic bundling and shared synapses between gonadotropin-releasing hormone neurons”. Proc. Natl. Acad. Sci. U.S.A. 106 (26): 10835—40. PMC 2705602 . PMID 19541658. doi:10.1073/pnas.0903463106.

## Dodatna literatura
- Flanagan CA, Millar RP, Illing N (1998). „Advances in understanding gonadotrophin-releasing hormone receptor structure and ligand interactions”. Rev. Reprod. 2 (2): 113—20. PMID 9414473. doi:10.1530/ror.0.0020113.
- Leung PC, Cheng CK, Zhu XM (2004). „Multi-factorial role of GnRH-I and GnRH-II in the human ovary”. Mol. Cell. Endocrinol. 202 (1-2): 145—53. PMID 12770744.
- Gründker C, Emons G (2004). „Role of gonadotropin-releasing hormone (GnRH) in ovarian cancer”. Reprod. Biol. Endocrinol. 1: 65. PMC 239893 . PMID 14594454. doi:10.1186/1477-7827-1-65.
- Limonta P, Moretti RM, Marelli MM, Motta M (2004). „The biology of gonadotropin hormone-releasing hormone: role in the control of tumor growth and progression in humans”. Frontiers in neuroendocrinology. 24 (4): 279—95. PMID 14726258. doi:10.1016/j.yfrne.2003.10.003.
- Janáky T; Juhász A; Bajusz S;  . (1992). „Analogues of luteinizing hormone-releasing hormone containing cytotoxic groups”. Proc. Natl. Acad. Sci. U.S.A. 89 (3): 972—6. PMC 48367 . PMID 1310542. doi:10.1073/pnas.89.3.972.
- Healey SC, Martin NG, Chenevix-Trench G (1991). „NcoI RFLP of the human LHRH gene on chromosome 8p”. Nucleic Acids Res. 19 (21): 6059. PMC 329079 . PMID 1682898. doi:10.1093/nar/19.21.6059.
- Williamson P, Lang J, Boyd Y (1992). „The gonadotropin-releasing hormone (Gnrh) gene maps to mouse chromosome 14 and identifies a homologous region on human chromosome 8”. Somat. Cell Mol. Genet. 17 (6): 609—15. PMID 1767338. doi:10.1007/BF01233626.
- Hayflick JS, Adelman JP, Seeburg PH (1989). „The complete nucleotide sequence of the human gonadotropin-releasing hormone gene”. Nucleic Acids Res. 17 (15): 6403—4. PMC 318303 . PMID 2671939. doi:10.1093/nar/17.15.6403.
- Nikolics K; Mason AJ; Szönyi E;  . (1985). „A prolactin-inhibiting factor within the precursor for human gonadotropin-releasing hormone”. Nature. 316 (6028): 511—7. PMID 2863757. doi:10.1038/316511a0.
- Adelman JP, Mason AJ, Hayflick JS, Seeburg PH (1986). „Isolation of the gene and hypothalamic cDNA for the common precursor of gonadotropin-releasing hormone and prolactin release-inhibiting factor in human and rat”. Proc. Natl. Acad. Sci. U.S.A. 83 (1): 179—83. PMC 322815 . PMID 2867548. doi:10.1073/pnas.83.1.179.
- Yang-Feng TL, Seeburg PH, Francke U (1986). „Human luteinizing hormone-releasing hormone gene (LHRH) is located on short arm of chromosome 8 (region 8p11.2----p21)”. Somat. Cell Mol. Genet. 12 (1): 95—100. PMID 3511544. doi:10.1007/BF01560732.
- Seeburg PH, Adelman JP (1984). „Characterization of cDNA for precursor of human luteinizing hormone releasing hormone”. Nature. 311 (5987): 666—8. PMID 6090951. doi:10.1038/311666a0.
- Tan L, Rousseau P (1983). „The chemical identity of the immunoreactive LHRH-like peptide biosynthesized in the human placenta”. Biochem. Biophys. Res. Commun. 109 (3): 1061—71. PMID 6760865. doi:10.1016/0006-291X(82)92047-2.
- Dong KW, Yu KL, Roberts JL (1994). „Identification of a major up-stream transcription start site for the human progonadotropin-releasing hormone gene used in reproductive tissues and cell lines”. Mol. Endocrinol. 7 (12): 1654—66. PMID 8145771. doi:10.1210/me.7.12.1654.
- Kakar SS, Jennes L (1996). „Expression of gonadotropin-releasing hormone and gonadotropin-releasing hormone receptor mRNAs in various non-reproductive human tissues”. Cancer Lett. 98 (1): 57—62. PMID 8529206.
- Nagy A; Schally AV; Armatis P;  . (1996). „Cytotoxic analogs of luteinizing hormone-releasing hormone containing doxorubicin or 2-pyrrolinodoxorubicin, a derivative 500-1000 times more potent”. Proc. Natl. Acad. Sci. U.S.A. 93 (14): 7269—73. PMC 38972 . PMID 8692981. doi:10.1073/pnas.93.14.7269.
- Chegini N; Rong H; Dou Q;  . (1996). „Gonadotropin-releasing hormone (GnRH) and GnRH receptor gene expression in human myometrium and leiomyomata and the direct action of GnRH analogs on myometrial smooth muscle cells and interaction with ovarian steroids in vitro”. J. Clin. Endocrinol. Metab. 81 (9): 3215—21. PMID 8784072. doi:10.1210/jc.81.9.3215.
- Bonaldo MF, Lennon G, Soares MB (1997). „Normalization and subtraction: two approaches to facilitate gene discovery”. Genome Res. 6 (9): 791—806. PMID 8889548. doi:10.1101/gr.6.9.791.
- Dong KW; Yu KL; Chen ZG;  . (1997). „Characterization of multiple promoters directing tissue-specific expression of the human gonadotropin-releasing hormone gene”. Endocrinology. 138 (7): 2754—62. PMID 9202214. doi:10.1210/en.138.7.2754.
- Twan WH, Hwang JS, Lee YH, Jeng SR, Yueh WS, Tung YH, Wu HF, Dufour S, Chang CF (2006). „The presence and ancestral role of gonadotropin-releasing hormone in the reproduction of scleractinian coral, Euphyllia ancora”. Endocrinology. 147 (1): 397—406. PMID 16195400. doi:10.1210/en.2005-0584.